# Periparus
Periparus – rodzaj ptaków z rodziny sikor (Paridae).

## Zasięg występowania
Rodzaj obejmuje gatunki występujące w Eurazji i północno-zachodniej Afryce.

## Morfologia
Długość ciała 10–13 cm; masa ciała 7–14,7 g.

## Systematyka
Rodzaj zdefiniował w 1884 roku belgijski zoolog Edmond de Sélys Longchamps na łamach „Bulletin de la Société zoologique de France”. Autor nie wskazał gatunku typowego. W ramach późniejszego oznaczenia w 1902 roku amerykański ornitolog Charles Wallace Richmond na typ nomenklatoryczny wyznaczył sosnówkę (P. ater).

### Etymologia
Periparus: gr. περι peri ‘około, bardzo’; rodzaj Parus Linnaeus, 1758 (sikora).

### Podział systematyczny
Do rodzaju należą następujące gatunki:
- Periparus ater (Linnaeus, 1758) – sosnówka
- Periparus rufonuchalis (Blyth, 1849) – sikora czarnopierśna
- Periparus rubidiventris (Blyth, 1847) – sikora czarnoczuba